# Chardeneux

Chardeneux est un village de Belgique situé en province de Namur dans la commune de Somme-Leuze.

## Étymologie
Le nom de Chardeneux trouverait son  origine dans le mot latin cardone-tum signifiant terre aux chardons.

## Description
Il s’agit d’un petit village pittoresque du Condroz implanté sur le versant de la rive gauche du Néblon qui prend localement le nom de ruisseau de Chardeneux.
Le village qui est blotti au pied de sa chapelle de style roman a su préserver plusieurs de ses vieilles habitations et fermes typiques construites en moellons de calcaire et protégées de toits recouverts d’ardoises datant pour la plupart des XVIIIe et XIXe siècles.
Tous ces atouts, la beauté du site, l’unité architecturale de ses maisons ainsi que le soin apporté à leur décoration florale ont grandement contribué à ce que le village soit inscrit sur la liste regroupant les plus beaux villages de Wallonie.

## Patrimoine
Située dans la partie haute du village, la chapelle de la Nativité de la Vierge est entourée du cimetière. Elle a été érigée au cours de la première moitié du XIIe siècle dans le style roman. L'édifice est remanié en 1546 puis restauré en 1887 par l'architecte liégeois Edmond Jamar. La chapelle comprend trois courtes nefs de trois travées et un chœur à abside semi-circulaire donnant à cet édifice une proportion inhabituelle entre la hauteur et la longueur. La chapelle est reprise sur la liste du patrimoine immobilier classé de Somme-Leuze.

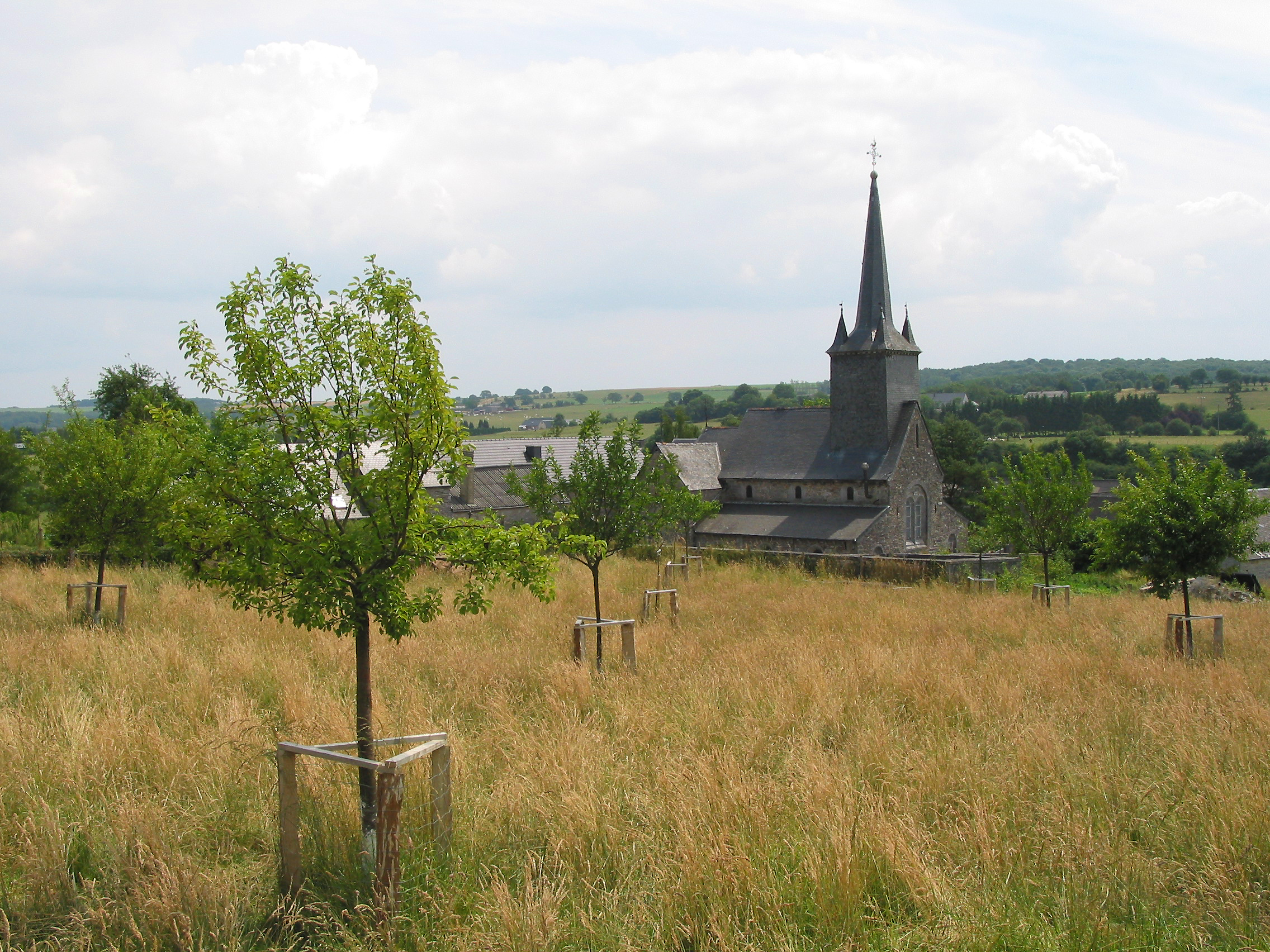
.
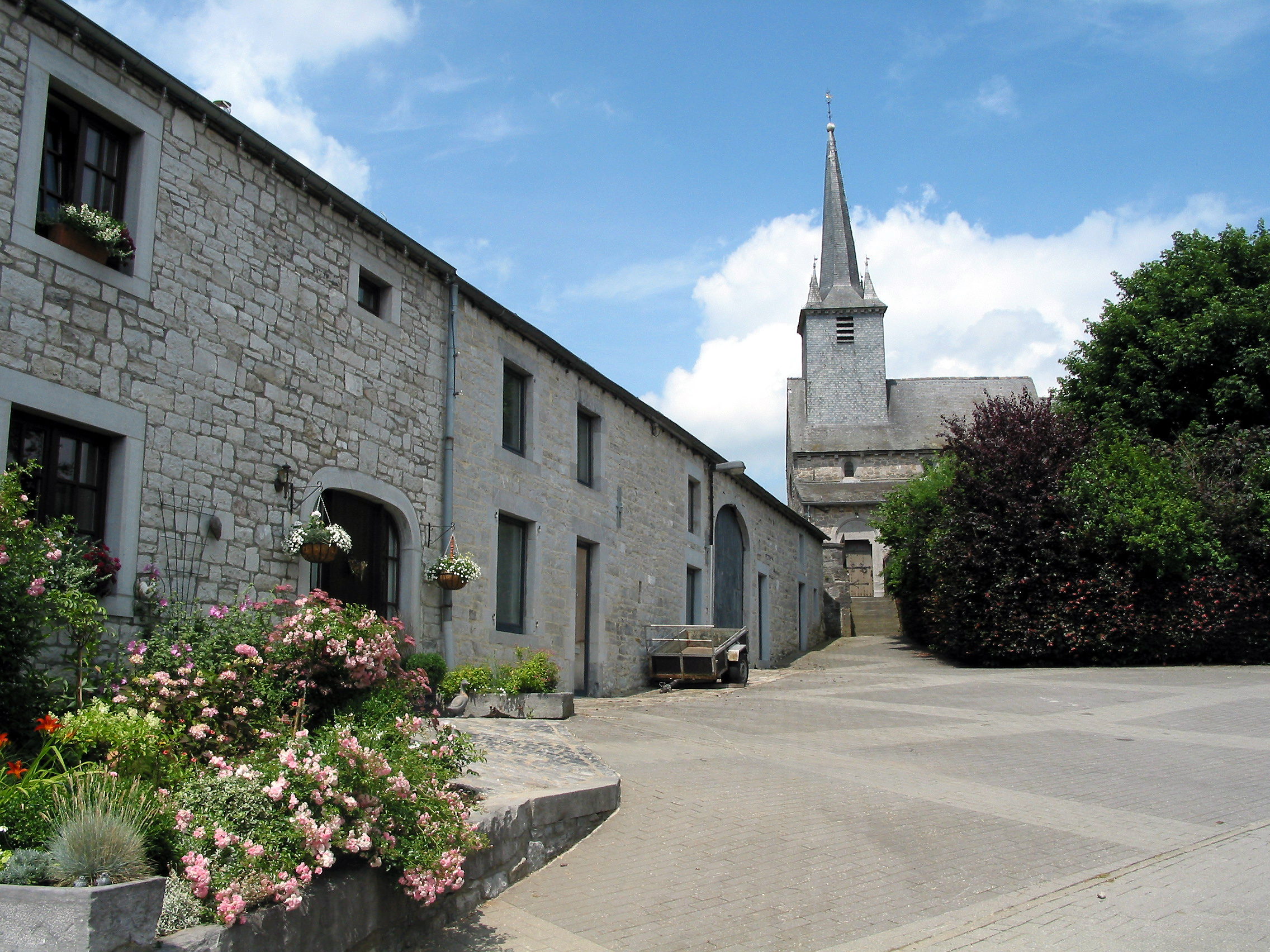
.

Quatre autres chapelles, de plus petites dimensions, ont été construites dans le village. Parmi elles, on peut citer la chapelle des Prisonniers et la chapelle dédiée à Notre-Dame de Lourdes.
Le pont-lavoir a été construit dans la première moitié du XIXe siècle en gros blocs de pierres calcaires équarries. Un escalier tournant descend à l'eau en amont.
L'ancienne cour de justice est un imposant bâtiment en pierre calcaire construit du XVIIe siècle au XIXe siècle. Elle se situe au no 11.

## Histoire
La découverte d’un polissoir à silex au lieu-dit "La Chevenière" atteste que le site du village a été occupé dès le Néolithique. Cette occupation s’est prolongée pendant la période romaine. En effet, au lieu-dit "La Posterie", on a retrouvé les restes d’un relais de voyage qui était situé le long de la chaussée romaine de Metz à Tongres. Même pendant la période napoléonienne, cet endroit conservera son importance car un relais de la poste impériale y sera installé.
Le village exercera très tôt aussi un rôle sur le plan religieux puisqu’il sera le siège d’une paroisse dotée d’une église dès la fin du XIe siècle. Toutefois dès 1146, il passe avec Bonsin, Méan et Tahier sous le contrôle de la principauté de Liège et perdra peu à peu de son importance pour devenir un simple hameau de Bonsin. Une loi du 13 juin 1836 modifiera le statut territorial de la commune puisque les limites entre Bonsin et Clavier seront rectifiées et par conséquent le village sera intégré dans la province de Namur.

## Économie
Depuis toujours l’économie du village a été essentiellement agricole. Anciennement  c’était la culture
des terres qui y jouait le premier rôle, aujourd’hui c’est l’élevage qui a pris le relais. 

## Évocation
Dans l'album Les Sculpteurs de lumière, de la série Broussaille de Frank et Bom, le village fictif de Dampreval est inspiré par Chardeneux.